# 라토스테롤
라토스테롤(영어: lathosterol)은 콜레스테롤과 비슷한 분자로 라토스테롤 산화효소의 기질이다. 라토스테롤축적증은 라토스테롤이 축적되는 질환이다.

## 같이 보기
- 라토스테롤 산화효소